# الدوري الهولندي الدرجة الثانية 1968–69
الدوري الهولندي الدرجة الثانية 1968–69 (بالهولندية: Tweede divisie 1968/69)‏ هو موسم من الدوري الهولندي الدرجة الثانية. فاز فيه دي غرافشاب.